# Jagged Alliance 2
Jagged Alliance 2 is een RPG voor Linux en Windows. Het spel werd uitgebracht in 1999. Het spel is turnbased.